# NRJ Music Award du clip de l'année
Le prix du Clip de l'année (de 2005 à 2009 et de 2011 à 2021) est une récompense musicale décernée lors des NRJ Music Awards.
Depuis l'édition de 2022, NRJ Music Awards a décidé de faire deux prix de cette récompense : Clip francophone de l'année et Clip international de l'année.

## Palmarès

### Clip de l'année
| Artistes              | Récompenses | Année               |
| --------------------- | ----------- | ------------------- |
| M. Pokora             | 2           | 2006 et 2007        |
| Bigflo et Oli         | 2           | 2018 et 2019        |
| Vitaa & Slimane       | 2           | 2020 et 2021        |
| Corneille             | 1           | 2005                |
| Fatal Bazooka & Yelle | 1           | 2008                |
| Britney Spears        | 1           | 2009                |
| Lady Gaga & Beyoncé   | 1           | 2011                |
| LMFAO                 | 1           | 2012                |
| Psy                   | 1           | 2013                |
| One Direction         | 1           | 2013 (15th Edition) |
| Black M               | 1           | 2014                |
| Taylor Swift          | 1           | 2015                |
| Christophe Maé        | 1           | 2016                |
| Ed Sheeran            | 1           | 2017                |

### Clip francophone de l'année
| Artistes                    | Récompenses | Année |
| --------------------------- | ----------- | ----- |
| Bigflo et Oli & Julien Doré | 1           | 2022  |
| Bigflo et Oli               | 1           | 2023  |

### Clip international de l'année
| Artistes     | Récompenses | Année |
| ------------ | ----------- | ----- |
| Harry Styles | 1           | 2022  |
| Miley Cyrus  | 1           | 2023  |